# أوي مولر
أوي مولر (بالألمانية: Uwe Müller)‏ (16 أكتوبر 1963 لانغنزلبولد ألمانيا - ) هو لاعب كرة قدم ألماني يلعب كلاعب وسط.

## روابط خارجية
- أوي مولر على موقع بيانات كرة القدم. دي إي (الألمانية)
- أوي مولر على موقع عالم كرة القدم.نت (الإنجليزية)